# Фатхутдінов Василь Гайнулович
Фатхутді́нов Васи́ль Гайну́лович (нар. 3 березня 1956, смт Великі Бірки, Тернопільський район, Тернопільська область) — генерал-майор міліції, заступник Міністра внутрішніх справ України, доктор юридичних наук, професор, Заслужений юрист України.

## Життєпис
Народився в родині Гайнули Гарифуловича і Марії Костянтинівни Фатхутдінових, батько — працівник партійних і радянських органів Тернопільського району, мати — вчителька початкових класів.
1973 — закінчив Великобірківську середню школу, працював токарем в місцевій «Сільгосптехніці».
1974—1976 — проходив строкову військову службу в Збройних Силах СРСР — Групі радянських військ у Німеччині.
Закінчив юридичний факультет Київського державного університету ім. Т. Г. Шевченка (1982) та Академію МВС Російської Федерації (1992).
Службу в органах внутрішніх справ розпочав у 1982 році слідчим Києво-Святошинського районного відділу внутрішніх справ УВС Київської області.
1985—2000 — пройшов шлях від заступника начальника Вишневого міськвідділення міліції до начальника Києво-Святошинського райвідділу внутрішніх справ Головного управління МВС України в Київській області.
2000—2002 — заступник начальника Головного управління адміністративної служби міліції МВС України.
2002—2005 — працював начальником кафедри Національної академії внутрішніх справ України, заступником начальника Головного управління МВС України в Київській області.
Кандидат юридичних наук 2005.
2005—2006 — заступник начальника юридичного факультету з навчальної роботи Київського юридичного інституту МВС України, начальник наукової лабораторії Київського національного університету внутрішніх справ.
13 грудня 2006 року призначений заступником Міністра внутрішніх справ України — начальником міліції громадської безпеки (2006—2007).
Генерал-майор міліції (2007).
Призначений керівником Центру з питань безпеки та правопорядку (2008).
Указом Президента України від 31 липня 2009 призначений Уповноваженим Президента України з питань безпеки заходів з проведення в Україні фінальної частини чемпіонату Європи 2012 року з футболу.
Нагороджений Орденом «За заслуги» III ступеня 2004 і багатьма відомчими нагородами. Заслужений юрист України 2009..
Наказом міністра внутрішніх справ України 6 травня 2010 р. призначений ректором Академії управління МВС.
3 серпня 2011 року — призначений начальником головного управління Пенсійного фонду України у Київській області.